# 세상을 구한 남자
세상을 구한 남자(The Man Who Saved The World)는 덴마크에서 제작된 피터 안소니 감독의 2014년 다큐멘터리 영화이다.
2014년 10월 뉴욕 우드스톡의 우드스톡 영화제에서 초연되었다.